# Der Medicus
Der Medicus (englischer Originaltitel: The Physician) ist ein historischer Roman des US-amerikanischen Schriftstellers Noah Gordon.
Die amerikanische Originalausgabe The Physician erschien im Jahr 1986 im Verlag Simon & Schuster, New York. Es ist der erste Band einer Trilogie, welche sich mit der fiktiven Medizinerdynastie der Familie Cole beschäftigt. Das Buch beschreibt die historische Entwicklung des Arztberufs in einer Epoche Europas. Die deutsche Erstausgabe kam 1987 im Verlag Droemer Knaur in einer Übersetzung von Willy Thaler auf den Markt. Der zweite Band der Trilogie ist Der Schamane, der dritte Band Die Erben des Medicus.

## Handlung
In dem Roman geht es um den jungen Robert Jeremy Cole (kurz Rob Cole), der im ersten Viertel des 11. Jahrhunderts in London aufwächst. Als innerhalb kurzer Zeit seine Eltern sterben, wird er als Waise von einem Baderchirurgen als Lehrling aufgenommen und lernt bei diesem das Handwerk der Heilkunst. Aus seiner Bestimmung, anderen Menschen zu helfen, erwächst sein Wunsch, den besten Lehrmeister für seine Ausbildung zum Arzt zu finden. Hilfreich ist ihm dabei seine Gabe, den nahen Tod eines Patienten in seinen Händen zu spüren. Diese Gabe wird sogar vererbt und spielt auch in den Nachfolgebänden eine Rolle.
Nach dem Tode des Baders ist Rob als junger Erwachsener auf sich allein gestellt und lernt bei seiner Arbeit die Fähigkeiten eines jüdischen Medicus namens Benjamin Merlin kennen und schätzen. Doch obwohl Merlin das Talent und den Wunsch von Rob, heilen zu lernen, erkennt, nimmt er ihn nicht als Lehrling an, da die Kirche dies nicht zulassen würde. Jedoch erzählt Merlin ihm von einem großartigen Heiler namens Ibn Sina, genannt Avicenna. Dieser unterrichtet Medizin an einer Madrassa, einer Schule für Medizin im fernen Isfahan. Doch Rob kann als Christ an dieser Schule nicht zugelassen werden. Als auch ein zweiter jüdischer Medicus ihn als Lehrling ablehnt, beschließt Rob, sich als Jude auszugeben, um Ibn Sinas Schule besuchen zu dürfen. Er macht sich auf den langen Weg nach Persien und schließt sich in Böhmen einer Karawane nach Konstantinopel an.
Unterwegs lernt er den Schotten James Cullen und dessen Tochter Mary sowie eine Gruppe reisender jüdischer Händler kennen. Mit den Juden verbringt er den Winter in einem Dorf auf dem Balkan, lernt dabei Persisch und schaut sich Sitten und Verhalten der Juden ab, soweit ihm dies möglich ist. Nach fast zwei Jahren Reise kommt er schließlich verkleidet als der Jude „Jesse ben Benjamin“, benannt nach dem Medicus Benjamin Merlin, in Persien an. Mary und ihr Vater haben sich schon vor Konstantinopel von der Karawane getrennt, nachdem Rob ein Angebot, Schäfer und Marys Mann zu werden, ausgeschlagen hat.
Trotz anfänglicher Schwierigkeiten wird er als Student an der medizinischen Fakultät aufgenommen und studiert dort mit zwei neu gewonnenen Freunden. Schließlich besteht er die Prüfung zum hakim (Arzt). Unter anderem sammelt er Erfahrungen bei der Bekämpfung der Pest und indem er unter großen Risiken heimlich Verstorbene seziert, was als Gotteslästerung gilt. Insbesondere ist er davon angetrieben, die als Seitenkrankheit bezeichnete Appendizitis zu ergründen. Auch Mary und ihr Vater tauchen in Persien auf, allerdings stirbt James Cullen, und als Mary daran denkt, mit einer Karawane nach England zu reisen, heiratet Rob sie spontan per Handschlag. Seine beiden Freunde, der Perser Karim Harun und der Jude Mirdin Askari, finden als Folge von Entscheidungen oder Unterlassungen des schwer berechenbaren Herrschers Persiens, Ala Schahansha, den Tod. Auch Rob befindet sich in seiner Verkleidung als Jude in Lebensgefahr, da einigen Leuten seine wahre Religion bekannt ist. Er bleibt in Persien, bis sein Lehrmeister Ibn Sina von einer Krankheit dahingerafft wird und in etwa zeitgleich die Stadt Isfahan erobert wird. Als Medicus und Gelehrter kehrt er mit Mary und zwei Kindern schließlich zunächst nach London zurück, wo er jedoch in Konflikt mit anderen Ärzten sowie der Kirche kommt. Schließlich siedelt er in Marys Heimat Schottland und wird dort mit seiner Familie glücklich.

## Fakten und Fiktion
Die facettenreiche Darstellung des Lebens in einer Welt vor der Aufklärung wirkt oft wie ein Tatsachenbericht; allerdings enthält die im Roman dargestellte Welt viele historische Ungenauigkeiten. So wird zum Beispiel die Stadt Straßburg Frankreich zugeordnet, obwohl sie damals zum Herzogtum Schwaben gehörte. Länder und Städte, die damals noch nicht existierten oder anders hießen, werden durchreist, beispielsweise die Türkei, obwohl diese Gebiete damals zum byzantinischen und später zum seldschukischen Reich gehörten. Auch die Schilderung von Steinburgen in England ist nicht historisch, da solche Burgen in England erst nach der Eroberung durch Wilhelm den Eroberer und zunächst auch aus Holz und erst im Laufe der nächsten Jahrhunderte aus Stein errichtet wurden. Außerdem sind die Namen Robert und Jeremy normannischen Ursprungs; der Protagonist lebt jedoch zu einer Zeit, da England von den Dänen regiert wurde und insgesamt noch angelsächsisch geprägt war. Auch die Namensgebung Cole ist dementsprechend unzutreffend, da dieser sich erst aus dem Mittelenglischen und Altfranzösischen ableitet. Hinzu kommt, dass Familiennamen in England nicht vor dem 12. Jahrhundert eingeführt wurden. Abgesehen davon, gab es im prä-normannischen England noch keinen Feudalismus und dementsprechend auch kein Gildensystem, obwohl Rob Coles Vater Mitglied einer solchen gewesen sein soll.
Nach dem weltweiten Aussterben des Erregerstammes der Justinianischen Pest um 770 war bis zum Auftreten des Schwarzen Todes mit dem heute noch existierenden Erregerstamm 1346 in der globalen Historie kein Auftreten der Pest, wie es der Roman für Persien beschreibt, bekannt. Der im Buch beschriebene Ausbruch der Pest fällt somit mitten in eine tatsächlich über 500 Jahre lange pestfreie Epoche.
Der Roman beschreibt insofern weitgehend eher eine mittelalterliche Fantasiewelt als die historisch korrekte Realwelt des 11. Jahrhunderts. Dies wird im Nachwort auch von Noah Gordon selbst bestätigt.

## Wirkung
Gordons Bücher erschienen in 42 Ländern. Der Medicus verkaufte sich in Europa besser als in Noah Gordons Heimatland USA. Allein die deutsche Übersetzung verkaufte sich mehr als sechs Millionen Mal. Im Jahr 1999 wurde das Buch auf der Madrider Buchmesse zu einem der zehn beliebtesten Bücher aller Zeiten gekürt.
Noah Gordon schrieb zwei Fortsetzungen: Shaman (deutsch: Der Schamane) und Matters Of Choice (deutsch: Die Erben des Medicus), die jedoch nicht an den Erfolg ihres Vorgängers anknüpfen konnten. Sein im Jahr 2000 erschienener Roman The Last Jew wurde in Deutschland unter dem Titel Der Medicus von Saragossa veröffentlicht, hat jedoch inhaltlich nichts mit dem Medicus zu tun.

## Ausgaben

### Bücher
- Noah Gordon: Der Medicus. Übersetzung von Willy Thaler, 1. Auflage, Droemer Knaur, München 1987, ISBN 3-426-19192-X
- Noah Gordon: Der Medicus. Übersetzung von Ulrike Wasel und Klaus Timmermann, 1. Auflage, Blessing, München 1996, ISBN 3-89667-010-7

### Hörbücher
- Noah Gordon: Der Medicus. Übersetzung von Ulrike Wasel und Klaus Timmermann, gelesen von Christian Brückner, Random House Audio, Köln 2002, 8 Cds (gekürzt), ISBN 3-89830-344-6
- Noah Gordon: Der Medicus. Übersetzung von Ulrike Wasel und Klaus Timmermann, gelesen von Frank Arnold, Random House Audio, Köln 2013, 8 Cds (gekürzt), ISBN 978-3-8371-2183-4; auch ungekürzt als mp3-Download (1700 Min.), ISBN 978-3-8371-2199-5

## Verfilmung
Unter der Regie von Philipp Stölzl wurde das Buch im Sommer 2012 verfilmt. Die Hauptrollen übernehmen Tom Payne, Ben Kingsley und Olivier Martinez. Der offizielle Start des Films war der 25. Dezember 2013.